# La Cocca
La Cocca (994 m) ist ein Gipfel westlich von Tremosine auf dem namenlosen Bergrücken, der das Valle San Michelle vom Valle di Bondo trennt, und gehört damit zu den Gardaseebergen in Norditalien. La Cocca befindet sich auf dem genannten Bergrücken vor der Cima Mughera.

## Alpinismus
Der einfachste Zustieg zur La Cocca ist über den Sentiero 218. Dieser ist auch bei Mountain-Bikern beliebt.